# Charles Payraudeau
Benjamin Charles Marie Payraudeau (* 22. März 1798 in La Réorthe; † 12. Januar 1865 in La Chaize-le-Vicomte) war ein französischer Zoologe.
Er folgte Jean-Baptiste de La Marck (1744–1829) ans Muséum national d’histoire naturelle in Paris und erweiterte 1824/25 den Bestand um einige Tiere aus Korsika. Dabei entdeckte er zwei Vogelarten, die zu diesem Zeitpunkt noch nicht wissenschaftlich beschrieben wurden. In Description de deux espèces nouvelles d’oiseaux, appartenant aux genres Mouette et Cormoran im Band 8 der Annales de Sciences Naturelles (1826) beschrieb er dann die seltene Korallenmöwe (Larus audouinii) und die Unterart der Krähenscharbe Phalacrocorax aristotelis desmarestii.
Er fügte dem Bestand auch 71 neue Ringelwurm- und Weichtierarten zu, die teils im Meer (marin) und teils auf dem Festland (terrestrisch) vorkommen, und beschrieb diese im Catalogue descriptif et méthodique des annélides et des mollusques de l’ile de Corse (1826). Von diesen Arten sind heute noch 32 gültig.
Payraudeau wurde ein Museum für Naturgeschichte der Vögel gewidmet. Es heißt Musée ornithologique Charles-Payraudeau und steht in La Chaize-le-Vicomte im Département Vendée in Frankreich. Seine gesamten Sammlungen wurden an dieses Museum übergeben.

## Werke
- Catalogue descriptif et méthodique des annelides et des mollusques de l’ile de Corse. Béchet & Tastu, Paris 1826.